# Random Album Title
Random Album Title (с англ. — «Случайное название альбома») — третий студийный альбом в стиле прогрессив-хаус канадского музыканта deadmau5, выпущенный на лейблах Ministry of Sound и Ultra Records. Содержит хит-синглы «Faxing Berlin», «Not Exactly» и «I Remember» в сотрудничестве с Kaskade. Физические копии были выпущены 3 октября 2008 года в Ирландии и 6 октября — в Великобритании. В США и Канаде альбом вышел в двух версиях: Unmixed (UL1905) и Mixed (UL1868). В цифровой формате он был выпущен 2 сентября 2008 года на Beatport.com, iTunes и др. Во всём мире на компакт-дисках был выпущен 4 ноября 2008 года.
После успеха сингла «I Remember» в Великобритании, альбом вошёл в топ-75 UK Albums Chart и занял 31-е место. Клип на песню был выпущен в начале 2009 года. «Faxing Berlin» был включён в компиляцию At Play.
Сингл «Arguru» посвящён памяти Juan Antonio Arguelles Rius, известному разработчику аудиопрограмм и музыканту.
Сингл «Brazil (2nd Edit)» дважды был использован для других исполнителей. Кайли Миноуг его использовала на сессиях для её альбома Aphrodite в песне «Change Your Mind». Алексис Джордан также использовала его для дебютного сингла «Happy». Также он был использован в качестве ремикса на песню Haley Gibby «Falling in Love», в результате был сделан мэшап «Falling in Love with Brazil».

## Список композиций

### UK and Ireland (MAU5CD01)
| №   | Название                                 | Длительность |
| --- | ---------------------------------------- | ------------ |
| 1.  | «Sometimes Things Get, Whatever»         | 7:15         |
| 2.  | «Complications»                          | 5:31         |
| 3.  | «Slip»                                   | 7:44         |
| 4.  | «Some Kind Of Blue»                      | 6:19         |
| 5.  | «Brazil» (2nd Edit)                      | 5:33         |
| 6.  | «Alone With You»                         | 7:30         |
| 7.  | «I Remember (Feat. Kaskade)»             | 9:07         |
| 8.  | «Faxing Berlin» (Piano Acoustic Version) | 1:39         |
| 9.  | «Faxing Berlin»                          | 2:36         |
| 10. | «Not Exactly»                            | 8:00         |
| 11. | «Arguru»                                 | 5:30         |
| 12. | «So There I Was»                         | 6:49         |

### Mixed (UL1868)
| №   | Название                                 | Длительность |
| --- | ---------------------------------------- | ------------ |
| 1.  | «Sometimes Things Get, Whatever»         | 7:15         |
| 2.  | «Complications»                          | 5:31         |
| 3.  | «Slip»                                   | 6:44         |
| 4.  | «Some Kind of Blue»                      | 6:19         |
| 5.  | «Brazil»                                 | 5:33         |
| 6.  | «Alone With You»                         | 7:30         |
| 7.  | «I Remember (Feat. Kaskade)»             | 9:07         |
| 8.  | «Faxing Berlin (Piano Acoustic Version)» | 1:39         |
| 9.  | «Faxing Berlin»                          | 2:36         |
| 10. | «Not Exactly»                            | 8:00         |
| 11. | «Arguru»                                 | 5:30         |
| 12. | «So There I Was»                         | 6:49         |

### Unmixed (UL1905)
| №   | Название                                 | Длительность |
| --- | ---------------------------------------- | ------------ |
| 1.  | «Sometimes Things Get, Whatever»         | 8:20         |
| 2.  | «Complications»                          | 9:52         |
| 3.  | «Slip»                                   | 7:43         |
| 4.  | «Some Kind of Blue»                      | 7:59         |
| 5.  | «Brazil (Second Edit)»                   | 6:37         |
| 6.  | «Alone With You»                         | 8:11         |
| 7.  | «I Remember (Vocal Mix) (Feat. Kaskade)» | 9:53         |
| 8.  | «Faxing Berlin»                          | 8:41         |
| 9.  | «Not Exactly»                            | 9:15         |
| 10. | «So There I Was»                         | 6:45         |